# The Black Sabbath Story Vol.2 - 78/92
The Black Sabbath Story Vol.12- 78/92 è un video documentario sulla biografia del gruppo heavy metal Black Sabbath. È il seguito di The Black Sabbath Story Vol.1 - 70/78 e riguarda la loro storia dall'abbandono di Ozzy Osbourne fino all'incisione di Dehumanizer, discutendo i cambiamenti di formazione che i Black Sabbath hanno avuto tra il 1978 e il 1992. Oltre ai commenti dei membri storici Geezer Butler e Tony Iommi, vi sono interviste ad altri personaggi che hanno fatto parte del gruppo, come Ronnie James Dio, Ian Gillan, Cozy Powell e Vinny Appice. Sono presenti anche spezzoni dal vivo e videoclip di vari brani. Nel 2002, uscì la versione ristampata in DVD, con 19 min. di footage inedito in più, non presente nella precedente versione in VHS.

## Tracce
(VHS)
1. A Hard Road
2. Die Young
3. Neon Knights
4. Trashed
5. Zero The Hero
6. No Stranger To Love
7. The Shining
8. Headless Cross
9. Feels Good To Me
10. T.V. Crimes
11. Computer God
12. I (Exclusive Live Footage)

(DVD)
1. Die Young
2. Neon Knights
3. Trashed
4. Zero The Hero
5. No Stranger To Love
6. The Shining
7. Headless Cross
8. Feels Good To Me
9. T.V. Crimes

## Formazioni nei vari brani

### "A Hard Road"
- Ozzy Osbourne - voce
- Tony Iommi - chitarra
- Geezer Butler - basso
- Bill Ward - batteria

### "Die Young", "Neon Knights"
- Ronnie James Dio - voce
- Tony Iommi - chitarra
- Geezer Butler - basso
- Vinny Appice - batteria

### "Trashed", "Zero the Hero"
- Ian Gillan - voce
- Tony Iommi - chitarra
- Geezer Butler - basso
- Bev Bevan - batteria

### "No Stranger to Love"
- Glenn Hughes - voce
- Tony Iommi - chitarra
- Dave Spitz - basso
- Eric Singer - batteria
- Geoff Nicholls - tastiere

### "The Shining"
- Tony Martin - voce
- Tony Iommi - chitarra
- Joe Burt - batteria
- Geoff Nicholls - tastiere

Il bassista non è stato un membro ufficiale e la sua identità è tuttora ignota

### "Headless Cross"
- Tony Martin - voce
- Tony Iommi - chitarra
- Neil Murray - basso
- Cozy Powell - batteria
- Geoff Nicholls - tastiere

### "Feels Good To Me", "TV Crimes", "Computer God", "I"
- Ronnie James Dio - voce
- Tony Iommi - chitarra
- Geezer Butler - basso
- Vinny Appice - batteria